# Eurocopter Tiger
Eurocopter Tiger – dwusilnikowy, dwumiejscowy, wąskokadłubowy śmigłowiec szturmowy opracowany przez europejskie konsorcjum Eurocopter. W Niemczech znany jako Tiger, we Francji i Hiszpanii jako Tigre. Występuje także pod oznaczeniami EC665 i PAH-2.

## Historia
W 1984 rządy Francji i Niemiec określiły wymagania na nowy wielozadaniowy śmigłowiec bojowy. Do opracowania nowej konstrukcji powołano joint venture składające się z firm Aerospatiale i MBB. Z powodu wysokich kosztów program anulowano w 1986 aby w następnym roku go reaktywować. W listopadzie 1989 Eurocopter otrzymał kontrakt na budowę pięciu prototypów. Trzy egzemplarze były nieuzbrojone i przeznaczone do testów w locie, jeden opracowano w wersji przeciwpancernej dla Niemiec a jeden w wersji eskortowej dla Francji.
14 stycznia 2013 francuska DGA wydała certyfikat dla wersji Tiger HAD. 19 kwietnia 2013 Francja odebrała pierwszą maszynę w wersji HAD. 4 marca 2013 w Bawarii rozbił się niemiecki Tiger UHT wykonujący lot szkoleniowy nad górami obaj piloci przeżyli.
26 lipca 2017 rozbił się jeden z dwóch niemieckich Tigerów biorących udział w misji ONZ w Mali, przyczyną była nieprawidłowo przeprowadzona konserwacja.

## Budowa
Smukły kadłub wykonany jest w 80% z materiałów kompozytowych m.in. z kevlarem i włóknem węglowym co zapewnia mniejszą wykrywalność przez radar. Łopaty wirnika wykonano także z materiałów kompozytowych. Aby zmniejszyć wykrycie śmigłowca przez czujniki termiczne pokryto go farbą odbijającą ciepło. Zminimalizowano też powierzchnie odbijające fale radarowe. Kadłub może wytrzymać trafienie pocisków z działka kal 23 mm. Śmigłowiec jest zdolny do walki w dzień i w nocy. Jest odporny na skażenie chemicznie, biologicznie, promieniotwórcze oraz na EMP. Przednia część kadłuba z kokpitami oraz łopatami wirnika i piastą produkowana jest w Donauwörth, środkowa część z pylonami uzbrojenia i silnikami oraz podwoziem i śmigłem ogonowym produkowana jest w Marignane we Francji. Belka ogonowa wraz z jednostkami ogonowymi jest montowana w Albacete w Hiszpanii. Końcowy montaż maszyn odbywa się w Donauwörth, Marignane, Albacete lub Australii.
- Napęd: Śmigłowiec napędzają dwa silniki turbinowe MTU / Turbomeca / Rolls-Royce MTR390 o mocy 860 kW (1170 KM). Między silnikami znajduje się płyta pancerna, która zapobiega jednoczesnemu uszkodzeniu przez pocisk dwóch silników. Silniki są również wyposażone w system chłodzenia gazów wylotowych.

- Wyposażenie: W wersji HAC helikopter posiada masztowy zestaw celowników Osiris. Ma cyfrową kamerę z czujnikiem podczerwieni, dalmierz laserowy. Kokpit wyposażony jest w cztery wielofunkcyjne wyświetlacze – po dwa dla każdego pilota, system generujący trójwymiarową mapę terenu, automatyczny system kontroli lotu. W wersji HAP Tiger posiada system celowniczy Strix, zamontowany na dachu, na żyrostabilizowanej platformie, jest on wyposażony w kamerę podczerwieni, cyfrową kamerę telewizyjną, dalmierz laserowy oraz bezpośredni celownik optyczny.

- Uzbrojenie: Śmigłowiec w wersji UHT może być wyposażony w 4 pociski powietrze-powietrze MISTRAL lub Raytheon Stinger. Namierzanie celu odbywa się albo za pomocą dżojstika albo automatycznie. Tiger jest uzbrojony także w rakiety przeciwpancerne HOT 3 i pociski typu ‘fire and forget’ PARS 3 LR. W przeciwieństwie do wersji HAP w wersji UHT nie zainstalowano działka automatycznego firmy Giat ze względu na jego duży odrzut. Wersje HAP można uzbroić w 44 pociski niekierowane SNEB 68 mm oraz 4 pociski Stinger lub MISTRAL lub zamiast nich dodatkowe 24 niekierowane pociski SNEB. Posiada również działko automatyczne 30 mm AM-30781 firmy Giat na obrotowej wieżyczce.

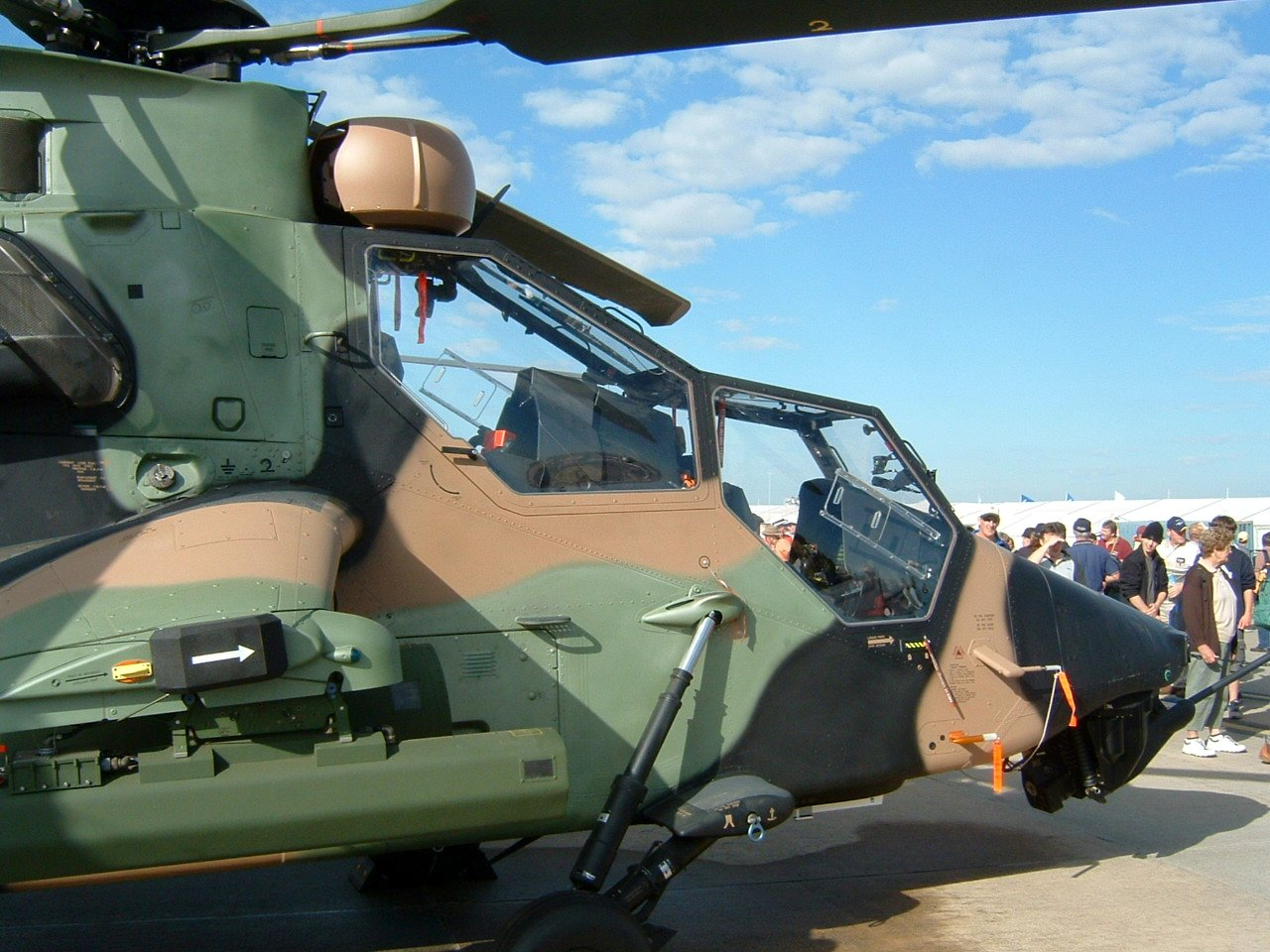
Australijski Tiger ARH

## Wersje
Produkowany w wersjach:
- UHT (Unterstützungshubschrauber) śmigłowiec wsparcia ogniowego (Niemcy), kierowane pociski przeciwpancerne PARS 3 LR lub HOT3, niekierowane Hydra 70 mm, przeciwlotnicze AIM-92 Stinger, jedyna wersja bez działka, głowica obserwacyjna w podczerwieni i CCD umieszczona nad wirnikiem zamiast nad kabiną, ok. 38–43 mln $
- HAP (Hélicoptère d'Appui Protection) śmigłowiec bliskiego wsparcia i eskorty (Francja i Hiszpania), działko GIAT 30 mm i 68 mm niekierowane pociski SNEB, opcjonalnie podwieszane działka 20 mm lub pociski przeciwlotnicze Mistral[2], ok. 35–39 mln $.
- HAD (Hélicoptère d'Appui Destruction) śmigłowiec wsparcia i uderzeniowy (Francja i Hiszpania), mocniejszy silnik MTR390 1000 kW (1341 KM) pociski przeciwpancerne Spike ER i AGM-114K Hellfire II[2], opcjonalnie PARS 3 lub HOT3, ok. 44–48 mln $
- HAC anulowana wersja przeciwpancerna (Francja)
- ARH (Armed Reconnaissance Helicopter) śmigłowiec rozpoznawczy (Australia), silnik 1000 kW, kierowane pociski AGM-114K/M Hellfire II[2], niekierowane 70 mm FZ, ok. 36 mln $

## Wykorzystanie bojowe
- 26 lipca 2009 trzy francuskie Tigry typu HAP trafiły do Afganistanu. Jest to pierwsza misja Tigerów. Wysłanie tych śmigłowców przyspieszyły wydarzenia z 18 sierpnia, kiedy grupa francuskich żołnierzy trafiła w zasadzkę. Francuzom pomagały wtedy amerykańskie AC-130, F-16 i rozpoznawcze MQ-1 Predator[6]. Francuzi wycofali swoje siły z Afganistanu przed końcem 2012 roku.
- 14 grudnia 2012 w bazie Mazar-i Szarif na pokładzie An-124 wylądowały dwa z czterech skierowanych do Afganistanu przez Bundeswehre Tiger UHT[7]. Śmigłowce służyły w Afganistanie od 30 stycznia 2013 do 30 czerwca 2014[8].
- 27 marca 2013 Hiszpania wysłała do Afganistanu trzy Tigre HAP (lokalne oznaczenie HA.28) z BHELA I, przetransportowano je do Heratu na pokładzie An-124[9].

Niemiecki Tiger UHT podczas pętli na pokazach lotniczych

## Użytkownicy
- Australia – otrzymała 22 śmigłowce w wersji ARH
  - 1st Aviation Regiment (161st, 162nd Squadron) - Darwin
- Francja – zamówiono 80 śmigłowców, 40 HAP i 40 HAD; otrzymano 38
  - 5e régiment d'hélicoptères de combat - Pau
- Niemcy – zamówiono 57 śmigłowców w wersji UHT; otrzymano 21; 1 utracono[10]
  - Kampfhubschrauberregiment 36 - Fritzlar
- Hiszpania – zamówiono 24 śmigłowce, 6 HAP i 18 HAD; otrzymano 6
  - Batallón de Helicópteros de Ataque núm. I - Almagro (Ciudad Real (prowincja))

## W kulturze popularnej
Jeden z pierwszych egzemplarzy śmigłowca Tiger został przedstawiony w GoldenEye (jednym z filmów o Bondzie) jako odpowiedź Europy na elektroniczne pole walki. Służył do ucieczki po wybuchu impulsu elektromagnetycznego, który zniszczył myśliwce rosyjskie.